# Dionys Bittinger
Dionys Bittinger (* 9. Oktober 1894 in Schwabmünchen; † 10. August 1954 ebenda) war ein deutscher Politiker (SPD). Er war von 1951 bis 1954 Mitglied des Bayerischen Landtages.

## Leben
Bittinger arbeitete bereits im Alter von zehn Jahren als Hüterjunge in der Landwirtschaft im Allgäu. Im Alter von 14 war er Weber in der Weberei Holzhey in Schwabmünchen. Bei Ausbruch des Ersten Weltkrieges rückte er 1914 zum 15. Infanterie-Regiment ein. Er war ab 1916 im Feld, wurde 1917 schwer verwundet und 1919 aus dem Lazarett als Schwerkriegsgeschädigter entlassen. 
Nach dem Krieg besuchte er die Frenzelsche Handelsschule in Augsburg und war erneut beim Unternehmen Holzhey tätig, jedoch diesmal zur Umschulung zum Lohnrechner. Wegen Arbeitsunfähigkeit verließ er das Unternehmen 1932. Die Militärregierung in Schwabmünchen setzte ihn 1945 als stellvertretenden Landrat ein und er wurde 1946 Mitglied der Verfassungsgebenden Landesversammlung. Ab 1947 war er Leiter einer Sonderkommission für das Wohnungswesen bei der Regierung von Schwaben. Nachdem die Sonderkommission aufgelöst worden war, wurde er Lagerleiter in der Flüchtlingsverwaltung. Zudem war er Mitglied des Gemeinderates und des Kreistages Schwabmünchen gewesen.
Bittinger rückte als Ersatzmann des verstorbenen Abgeordneten Wilhelm Zimmerer (SPD) in den Bayerischen Landtag nach. Er war vom 30. Januar 1951 bis zu seinem eigenen Tod am 10. August 1954 für den Wahlkreis Schwaben Mitglied des Bayerischen Landtages sowie der dortigen SPD-Fraktion. Im Landtag war er des Weiteren Mitglied des Ausschusses für Ernährung und Landwirtschaft sowie des Untersuchungsausschusses zur Prüfung der Vorgänge im Landesentschädigungsamt.